# 埃尔克·德吕尔
埃尔克·德吕尔（德語：Elke Drüll，1956年4月1日—），德国前女子曲棍球运动员。她曾代表西德国家队参加1984年夏季奥林匹克运动会曲棍球比赛，获得一枚银牌。